# Clear Lake (Dél-Dakota)
Clear Lake település az Amerikai Egyesült Államok Dél-Dakota államában, Deuel megyében, melynek megyeszékhelye is. Lakosainak száma 1218 fő (2020. április 1.).

## Népesség
A település népességének változása:

| 2010 | 1 273 |
| 2020 | 1 218 |